# Kurt Brugger
Kurt Brugger (Brunico, 17 marzo 1969) è un ex slittinista italiano, vincitore di una medaglia d'oro ai Giochi olimpici di Lillehammer 1994.

## Biografia
Iniziò a gareggiare per la nazionale italiana nelle varie categorie giovanili sia nella specialità del singolo che in quella del doppio con Wilfried Huber, ottenendo, quali migliori risultati, una medaglia d'oro nel singolo ed una di bronzo nel doppio ai campionati mondiali juniores di Valdaora 1988, nonché una d'argento agli europei di categoria a Sarajevo 1987 sempre nella specialità biposto.
A livello assoluto esordì in Coppa del Mondo nella stagione 1986/87 gareggiando sia nel doppio sia nel singolo, ma ben presto abbandonò quest'ultima specialità per concentrarsi unicamente in quella biposto, dove colse tutte le sue maggiori soddisfazioni; conquistò il primo podio di Coppa l'11 gennaio 1987 nel doppio a Valdaora (2°) e la prima vittoria l'11 dicembre 1988 nel doppio a Sarajevo. In classifica generale si classificò al secondo posto in quattro occasioni nella specialità di coppia.
Prese parte a quattro edizioni dei Giochi olimpici invernali: esordì a Calgary 1988 dove colse la settima piazza nel doppio e la quindicesima nel singolo, si ripresentò ad Albertville 1992 giungendo quinto nel doppio, mentre a Lillehammer 1994 vinse il titolo olimpico nella specialità biposto; partecipò per l'ultima volta sempre nel doppio a Nagano 1998, classificandosi nuovamente quinto.
Nel corso della sua carriera conquistò altresì quattro medaglie ai campionati mondiali, due d'argento e due di bronzo ed altre quattro nelle rassegne continentali, tra le quali una d'oro nella gara a squadre a Schönau am Königssee 1994.
Lasciata l'attività agonistica al termine della stagione 2002/03 si dedicò ad un'altra sua passione: l'alpinismo. La sua impresa più importante è stata la scalata al Nanga Parbat, una delle cime più alte e temute dell'Himalaya nonché del mondo.
Da anni fa parte dello staff della nazionale italiana di slittino, di cui ne è diventato capo allenatore dalla stagione 2013/14.

## Palmarès

### Olimpiadi
- 1 medaglia:
  - 1 oro (doppio a Lillehammer 1994).

### Mondiali
- 4 medaglie:
  - 2 argenti (doppio a Calgary 1990; gara a squadre a Lillehammer 1995);
  - 2 bronzi (doppio a Calgary 1993; doppio a Lillehammer 1995).

### Europei
- 4 medaglie:
  - 1 oro (gara a squadre a Schönau am Königssee 1994);
  - 3 argenti (doppio a Winterberg 1992; doppio a Schönau am Königssee 1994; gara a squadre ad Oberhof 1998).

### Mondiali juniores
- 2 medaglie:
  - 1 oro (singolo a Valdaora 1988);
  - 1 bronzo (doppio a Valdaora 1988).

### Europei juniores
- 1 medaglia:
  - 1 argento (doppio a Sarajevo 1987).

### Coppa del Mondo
- Miglior piazzamento in classifica generale nel doppio: 2° nel 1989/90, nel 1992/93, nel 1994/95 e nel 1997/98.
- 35 podi (tutti nel doppio):
  - 7 vittorie;
  - 15 secondi posti;
  - 13 terzi posti.

#### Coppa del Mondo - vittorie
| Data             | Luogo       | Paese          | Disciplina                |
| ---------------- | ----------- | -------------- | ------------------------- |
| 11 dicembre 1988 | Sarajevo    | Jugoslavia     | Doppio con Wilfried Huber |
| 11 febbraio 1990 | Winterberg  | Germania Ovest | Doppio con Wilfried Huber |
| 28 febbraio 1993 | Lake Placid | Stati Uniti    | Doppio con Wilfried Huber |
| 4 dicembre 1994  | Winterberg  | Germania       | Doppio con Wilfried Huber |
| 19 febbraio 1995 | Altenberg   | Germania       | Doppio con Wilfried Huber |
| 26 gennaio 1997  | Oberhof     | Germania       | Doppio con Wilfried Huber |
| 18 febbraio 2001 | Lake Placid | Stati Uniti    | Doppio con Wilfried Huber |